# Kesimpar
Kesimpar is een bestuurslaag in het regentschap Karangasem van de provincie Bali, Indonesië. Kesimpar telt 1628 inwoners (volkstelling 2010).